# Lid (persoon)
Een persoon is lid van een kerk, groep of vereniging wanneer hij of zij zich erbij heeft aangesloten, of door geboorte of huwelijk tot die groep behoort, zoals leden van de adelstand, het Koninklijk Huis en familieleden in het algemeen. Men spreekt dan wel van een lidmaatschap van een kerk, groep of vereniging. Het lidmaatschap geeft de persoon bepaalde rechten en plichten.
Lidmaatschap van een kerk, groep of vereniging kan vaak verkregen worden door een financiële bijdrage aan de instantie alsmede met het instemmen met de richtlijnen die er gehanteerd worden. Dit kan een eenmalig bedrag zijn of kan inhouden dat contributie betaald dient te worden. Op het internet worden lidmaatschappen op gebruikersgroepen vaak verkregen door zichzelf online te registreren (bijvoorbeeld met een nickname).

## Verenigingsleden
Lid zijn van een vereniging houdt in dat het lid het doel van de vereniging steunt. De leden van een vereniging hebben toegang tot de plenaire en algemene ledenvergadering van de vereniging.
Een lid dat niet enkel de ideeën van de vereniging steunt, maar tevens een bijdrage levert aan het doel van de vereniging in de vorm van inzet, wordt wel een actief lid genoemd (in studentenverenigingen noemt men bijvoorbeeld leden die plaats hebben genomen in een commissie een actief lid).
Een persoon wordt wel een kandidaat-lid genoemd wanneer hij of zij gezien wordt als een potentieel geschikt persoon of liefhebber om een (bepaalde) plaats in de groep in te nemen.

## Familielid
Personen die behoren tot dezelfde familie worden familieleden genoemd, zoals broers en zussen, vaders, kinderen, neven, nichten, ooms en tantes. Afhankelijk van de hechtheid van de familiebanden kunnen personen ervaren (of vinden) dat zij van die familie lid zijn.

## Fellow
Bij Engelstalige, vaak internationale organisaties wordt een lid (ook in het Nederlands) fellow genoemd. Overigens is het Engelse begrip breder dan wat in het Nederlands onder lid wordt verstaan. Zo wordt een deelnemer aan een project als fellow betiteld.
Het begrip wordt veel gehanteerd in academische kringen. Zo kent de (Engelse) Royal Society fellows, die voor het leven worden benoemd en de aanduiding FRS achter hun naam mogen voeren. In Nederland kent bijvoorbeeld het onderzoeksinstituut Netherlands Institute for Advanced Study (NIAS) fellows.